# Henry Guy Rilay
Sir Henry Guy Rilay, britanski general, * 1884, † 1964.